# Hydrovatus pescheti
Hydrovatus pescheti är en skalbaggsart som beskrevs av Omer-cooper 1931. Hydrovatus pescheti ingår i släktet Hydrovatus och familjen dykare. Inga underarter finns listade i Catalogue of Life.